# Нашат Акрам
Наша́т Акра́м (араб. نشأت أكرم عبد علي‎) — иракский футболист, полузащитник. Участник Олимпийских игр-2004, чемпион Азии 2007 года.

## Карьера
Нашат Акрам начал свою карьеру в иракском клубе Аль-Шорта в 2000 году, и выступал за него на протяжении 3 лет. В 2003 перешёл в клуб из Саудовской Аравии Аль-Наср. Отыграв за него один сезон перешёл в Аль-Шабаб, за который он выступал на протяжении с 2004—2007 годы. В составе Аль-Шабаба в сезоне 2005/06 стал чемпионом Саудовской Аравии. А в 2006 дошёл до 1/4 финала Лиги чемпионов АФК. В 2008 перешёл в Катарский клуб Аль-Гафара. Став в его составе чемпионом Катара. За Аль-Гафару сыграл 23 матча и забил 7 голов. После столь успешного сезона им заинтересовался голландский клуб Твенте из Европы, в 2009 году подписал контракт Твенте, за сезон проведенный в Голландии закрепиться в составе европейской команды ему не удалось, в этом сезоне стал чемпионом Нидерландов, отыграл за сезон 10 матчей и забил 2 гола. В 2010 вернулся в Катар. В 2011 году вновь стал чемпионом Катара, но уже в составе Лехвии. В 2012 подписал контракт с клубом из ОАЭ Аль-Наср. В 2013 году Нашат спустя 10 лет возвратился в свой первый клуб «Аль-Шорта». Он заявил, что хочет выиграть с командой чемпионат Ирака. Акраму удалось отличиться в первой же игре против «Аль-Синаа».

## Международная карьера
В национальную сборную стал привлекаться с 2001 года. В 2004 году стал участником Олимпийский игр 2004, где вместе с командой занял 4-е место, проиграв в полуфинале сборной Парагвая 3:1 и проиграв в матче за 3-е место сборной Италии 1:0.
В 2007 году стал победителем Кубка Азии. В группе А сыграл со сборными Австралии, Таиланда и Омана. Во втором матче группового этапа со сборной Австралии Акрам открыл счет на 22-й минуте матча, в итоге сборная Ирака выиграла у австралийцев со счетом 3:1. В том же 2007 году вместе со сборной стал вице-чемпионом Чемпионата Федерации футбола Западной Азии, проиграв в финале сборной Ирана со счетом 2:1. Участник Кубка Конфедераций в Южной Африке в 2009 году. Четвертьфиналист Кубка Азии в 2011 году.

## Достижения
- Кубок Азии по футболу
  - Победитель 2007
- Чемпионат Катара по футболу
  - Чемпион 2008/09
- Чемпион Нидерландов (1): 2009/10